# Rodine, Črnomelj
Rodine este o localitate din comuna Črnomelj, Slovenia, cu o populație de 92 de locuitori.